# Собор Спаса на Бору
Собо́р Спа́са Преображе́ния на Бору́ — православный храм, располагавшийся в Московском Кремле, во дворе Большого Кремлёвского дворца. Название «на Бору» произошло от окружавших храм хвойных лесов, давших название и самому Боровицкому холму. Разрушен коммунистами 1 мая 1933 года.

## Спасопреображенская церковь
Первоначальный храм был деревянным и находился на Боровицком холме. Стоял он «на том месте, где, по преданию, стояла в чаще бора низкая хижина, в коей спасался отшельник Букал». Исследователь истории Кремля Александр Воронов упоминает предание, согласно которому князь Даниил Александрович в первый год своего княжения (1272 год) устроил здесь Спасопреображенскую церковь.
В 1319 году в Никоновской летописи и Софийском временнике упоминается на Московском Бору монастырь, где около года находилось тело убитого в Золотой Орде князя Михаила Ярославича Тверского.
Тело бывшего врага Москвы было положено в соборе в знак единения русских в борьбе с Ордой.

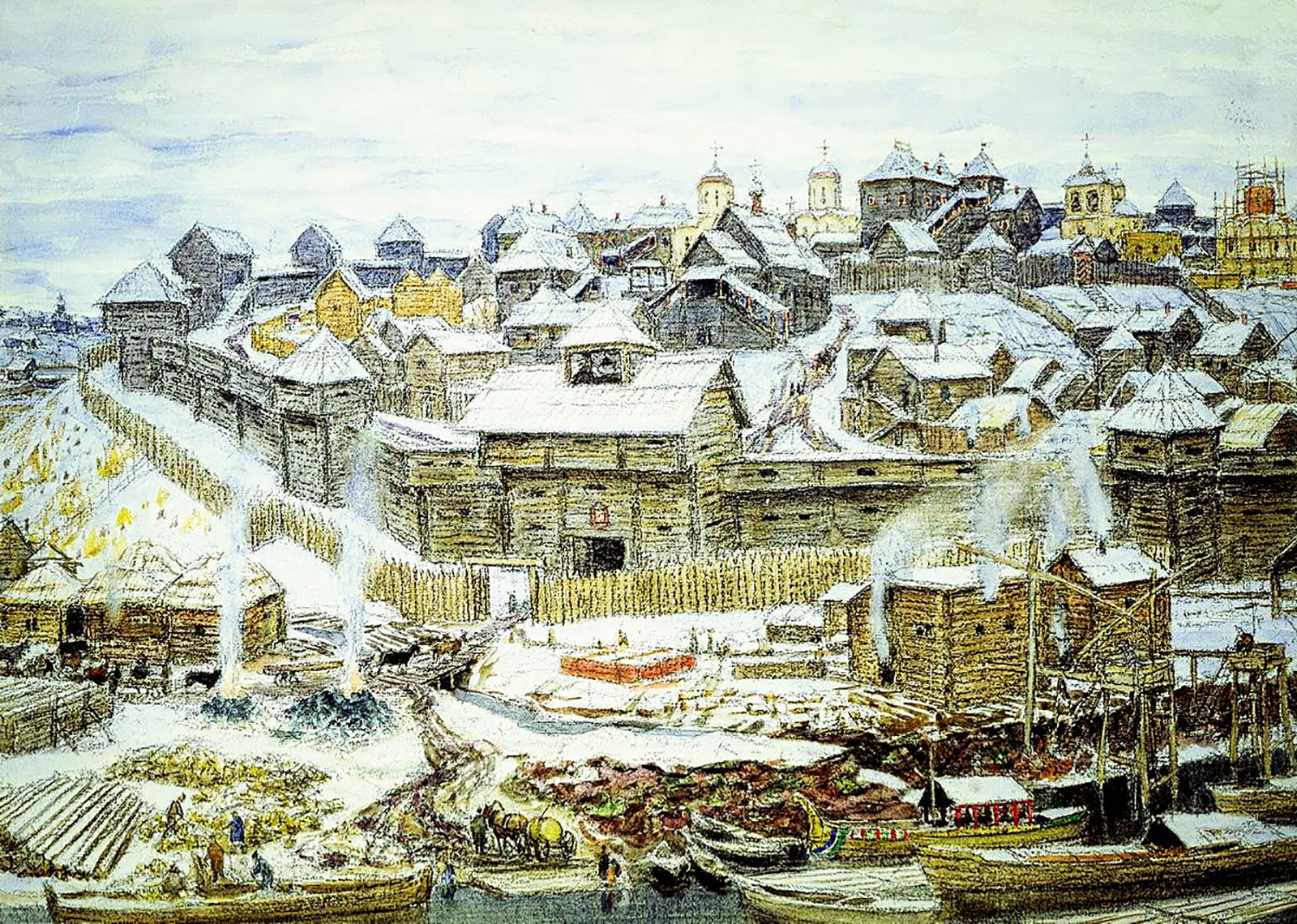
Московский кремль во время княжения Ивана Калиты в представлении А. М. Васнецова (1921)

## Собор Ивана Калиты

### До набега Тохтамыша
Сын Даниила Александровича Иван Данилович Калита, став московским князем, поставил на месте деревянного храма, созданного отцом, четырёхстолпный и трёхапсидный белокаменный собор размером примерно 11 на 11 метров.
Собор, заложенный 10 мая 1330 года, стал вторым каменным храмом Москвы (первым был построен Успенский).
Его освятил митрополит Феогност, и Иван Данилович сделал собор центром нового великокняжеского монастыря, отдав для нужд братии часть своих покоев и переведя в него архимандритию из Данилова монастыря (также основанного его отцом).
Собор этого периода был небольшим, но был богато украшен иконами и оснащён церковной утварью, при этом не был расписан.
Сохранились отдельные фрагменты блоков с белокаменным резным орнаментом, которые исследователи относят к XIV веку.
Известно, что князь уединялся в нём для молитвы, но храм вряд ли смог бы вместить немногочисленную братию монастыря.
По мнению А. А. Воронова, одной из задач этого монастыря стало создание великокняжеской усыпальницы в Москве.
Первым архимандритом монастыря стал Иоанн, впоследствии архиепископ ростовский.
Он управлял не только монастырём Спаса на Бору, но в его ведении также были Даниловский монастырь, его погост и принадлежавшие ему сёла.
Первое захоронение было сделано вскоре после освящения монастыря, когда в 1331 году (возможно 1332 год) умерла супруга Ивана Калиты княгиня Елена.

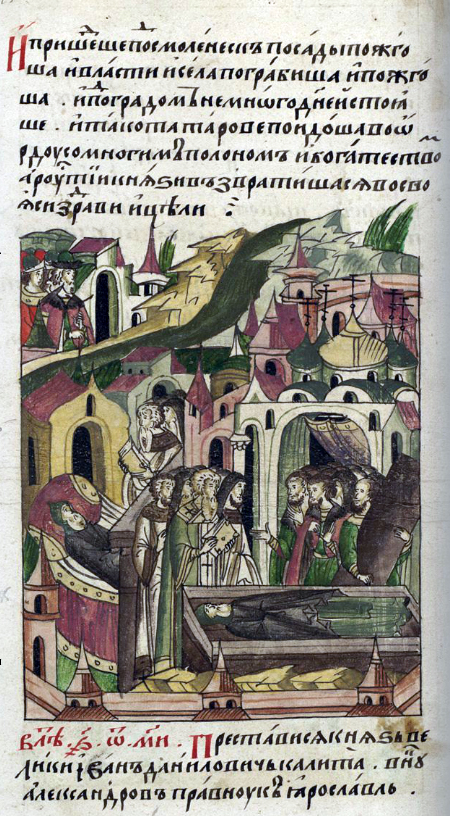
Лицевой летописный свод: В 6848 году преставился великий князь Иван Данилович Калита, внук Александров, правнук Ярославов

В начале 1340 года Иван Калита принял монашеский постриг с именем Ананий, затем принял схиму и спустя несколько недель скончался.
Его останки впоследствии были перенесены в великокняжескую усыпальницу Архангельского собора.
В 1345 году великая княгиня Анастасия — жена Симеона Гордого выделила средства на роспись собора, работы выполняли мастер по имени Гойтан с греческими и русскими учениками, из которых известны имена Семёна и Ивана.
В марте 1345 года она скончалась и была похоронена в этом соборе.
В 1346 году Иоанн был поставлен в архиепископа Ростовского и архимандритом монастыря становится Пётр.
Наследник Калиты Симеон Гордый по примеру отца уделял много внимания собору и монастырю, в 1350 году он пристроил к собору придел и притвор.
Площадь притвора, устроенного с западной стороны, была сопоставима с площадью храма без алтарной части.
Это помещение стало первой великокняжеской усыпальницей, в нём совершались все захоронения.
Незадолго до смерти, в 1353 году, Симеон, так же как отец, принял монашеский постриг в Спасском монастыре с наречением имени Созонт.
Его останки, так же как и останки его отца, были впоследствии перенесены в великокняжескую усыпальницу Архангельского собора.
В 1353 году скончались также сыновья Симеона Иван и Семён, митрополит Феогност и архимандрит Пётр; на должность архимандрита монастыря назначается Иоанн II.
В декабре 1364 года в монастыре похоронена Великая княгиня Александра Ивановна, в инокинях Мария — жена Ивана Красного и мать Дмитрия Донского.
Когда стало ясно, что срок жизни святителя Алексия (Бяконта) подходит к концу, по желанию великого князя Дмитрия Донского в соборе был пострижен в монашество Михаил-Митяй, назначенный на архимандрию в придворном Спасском монастыре на 1375—1377 годы.

### После набега Тохтамыша
В 1382 году на должность архимандрита был назначен Симеон, но при набеге Тохтамыша в том же году архимандрит Симеон и монахи монастыря были убиты, а храм сильно пострадал.
Монастырь был восстановлен ещё при Дмитрии Донском, князь повелел выделять монастырю ежегодно на Спасов день 15 рублей.
В апреле 1389 года архимандритом монастыря был назначен Сергий I, который в том же году был переведён в другое место, а его сменил архимандрит Игнатий.
В 1392 году в соборе был погребён первый пермский епископ Стефан. Князья Василий Дмитриевич и Василий Тёмный жаловали монастырю большие дары. Василий Тёмный пожаловал монастырю село Клементьево в верховьях реки Дубны, его сын князь Андрей деревни Пушакино и Кисловку с пустошью Бабчино, со всеми угодьями, лесами, лугами и пашнями.
В августе 1393 года в монастыре похоронен 13-летний княжич Иван Дмитриевич.
Бывший в монастыре весной 1396 года первый пермский епископ Стефан занемог, 26 апреля скончался и был похоронен в самом соборе, у северной стены, в углу храма.
Его мощи, по преданию, хранились открытыми до нашествия поляков на Москву в 1610 году.
Потом его мощи были положены под спудом и не были «отпущены» в Пермь, несмотря на неоднократные просьбы жителей Перми.
Пока стоял храм, мощи святителя находились в нём, но 1 мая 1933 года церковь Спаса на Бору была снесена.
Мощи св. Стефана следует считать утраченными, за исключением тех частиц, которые были изъяты до польского нашествия и сохранились в других храмах.
В марте 1399 года в монастыре похоронена Великая княгиня Мария Александровна, в схиме Фотиния — жена Симеона Гордого.
В 1478 году её останки были обретены нетленными.
В 1404 году архимандритом монастыря стал Феодосий, а позже в том же году — Матфей, в 1406 году монастырём руководил Илларион, в 1410 — Савва.
4 июля 1452 года в этом соборе совершилось таинство венчания 12-летнего княжича Ивана Васильевича и 10-летней Тверской княжны Марии Борисовны — его первой жены.
В 1453—1462 годах монастырём управлял Трифон, впоследствии архиепископ Ростовский.
После того, как 13 мая 1462 года он был хиротонисан во епископа Ростовского и Ярославского, его сменил Вассиан, которого в 1467 году также хиротонисали во епископа Ростовского и Ярославского.
Позже, в 1474 году, монастырь возглавлял архимандрит Герман.
В 1478 году была открыта гробница Великой княгини Марии Александровны, похороненной в 1399 году и её останки были обретены нетленными.
По приказу Ивана III они были торжественно облачены в новые ризы.
В 1488 году в Москве произошёл крупный пожар, который повредил собор, великокняжеский дворец и другие постройки монастыря.
Этим же годом датируется завершение архимандритии Германа.
В 1490 году — во время перестройки Кремля при Иване III монастырь был перенесён на другое место, где был основан Новоспасский монастырь.
Древний собор, покинутый монахами, приобрёл статус дворцового.
4 февраля 1498 года в соборе венчали на царство Дмитрия Ивановича — внука Ивана Васильевича.
Изменения статуса собора привели к тому, что пребывание в нём гробниц Великих князей стало неуместным.
В октябре 1508 года Великий князь Василий III «повелел уготовить места и перенести мощи прародителей своих Великих князей Русских» в новый Архангельский собор с указанием правил захоронения:6.
Останки Ивана Калиты, Симеона Гордого и Ивана Красного были перезахоронены в некрополе Архангельского собора.

## Второй храм
Странный город! — говорил я
себе, думая об Охотном ряде, об Иверской, о Василии Блаженном.
— Василий Блаженный — и Спас-на-Бору, итальянские соборы — и
что-то киргизское в остриях башен на кремлёвских стенах…
В 1527 году, во время правления Василия III собор Ивана Калиты был полностью перестроен, к этому моменту большая часть захоронений была перемещена в великокняжескую усыпальницу Архангельского собора.
Среди москововедов распространено мнение, что собор времён Ивана Калиты к тому времени настолько обветшал, что был заменён новым.
Об этой постройке можно получить представление из трудов архитектора А. А. Мартынова, который в середине XIX века составлял чертежи храма.
После окончания перестройки размеры храма по внешней стене составляли 15 метров в длину (включая с алтарную часть) и 13 метров в ширину.
Свод храма поддерживали четыре каменных столба, квадратные в плане, со стороной метр с небольшим, образовывая квадрат под куполом со стороной 3,6 метра с расстоянием в осях приблизительно 4,7 метра.
А. А. Мартынов указывает столбы крестчатыми, но нет оснований предполагать, что они изначально были таковыми.
Они делили внутреннее пространство на три нефа: центральный имел пролёт 3,6 метра, боковые — по два метра.
Эти нефы на востоке завершались тремя алтарными апсидами полуциркульной формы с двумя узкими окнами в центральной апсиде и с одним окном в боковых.
Стены, разделяющие апсиды, заканчивались столбами толщиной 0,8 м, отстоявшими на 1,7 м от восточной пары центральных столбов.
Иконостас собора находился на линии восточной пары центральных столбов и занимал всю ширину церкви таким образом, что эти столбы были внутри алтаря.
Собор имел три входа: главный с западной стороны и два боковых с северной и с южной, которые располагались по центрам своих нефов и были оформлены перспективными порталами.
Стены храма имели толщину немногим более метра и были усилены лопатками, в них были устроены два небольших окошка, располагавшиеся в западном притворе с северной и южной сторон.
К моменту первого тщательного исследования собора барабан купола стоял на приподнятых подпружных арках, которые применялись в Москве во второй половине XIV века.
Были эти арки построены в 1527 году или появились при поздних реставрациях, неизвестно.
Если верить авторам реконструкций, которые утверждали, что точно воспроизводили оригинал, то высота собора внутри, от пола до шелыги сводов составляла 6,3 метра, высота барабана — 2,8 метра, а его диаметр по наружному обмеру — 5,6 метра.
Памятник пострадал во время московского пожара 1554 года, также на его облик повлияло присоединение Новгорода к Москве в 1570 году.
В делах Оружейной палаты под 1584 годом упоминается у Спаса на дворце придел Павла Фивейского, Иоанна Кущника и Симеона Богоприимца. К собору с южной стороны был пристроен храм во имя Св. Мучеников Гурия, Самона и Авива.
В ружной книге Оружейной палаты 1631 года означены приделы: 1) Трёх Исповедников, 2) Трёх Святителей, 3) Спиридона Чудотворца, 4) Великомученика Мины, 5) Св. Михаила Архангела.
С появлением новых дворцовых храмов маловместительный Спас на Бору становится храмом для прислуги. После переезда столицы в Санкт-Петербург Кремль остался без присмотра государя, постройки стали ветшать, в том числе и Спас на Бору. Во время Троицкого пожара 1737 года у церкви сгорели кровля, крыша и частично внутренние помещения. Сведения о перестройке храма при Иване III к тому времени затерялись, многие москвичи считали его древнейшей постройкой в городе. На мысль о древней дате наводили и малые размеры храма, и простота архитектурного решения.
В 1836 году проводился ремонт притвора храма и было найдено два захоронения в каменных гробах характерной для XIV века формы — широких в головной части и сужающихся к ногам.
В одном из этих гробов было хорошо сохранившееся погребение женщины в шёлковом платье (предположительно Александры Ивановны Вельяминовой, матери Дмитрия Донского), в другом — хорошо сохранившееся погребение мужчины в иноческом одеянии, которое предположительно принадлежало Ивану Дмитриевичу.

## Третий храм

### История

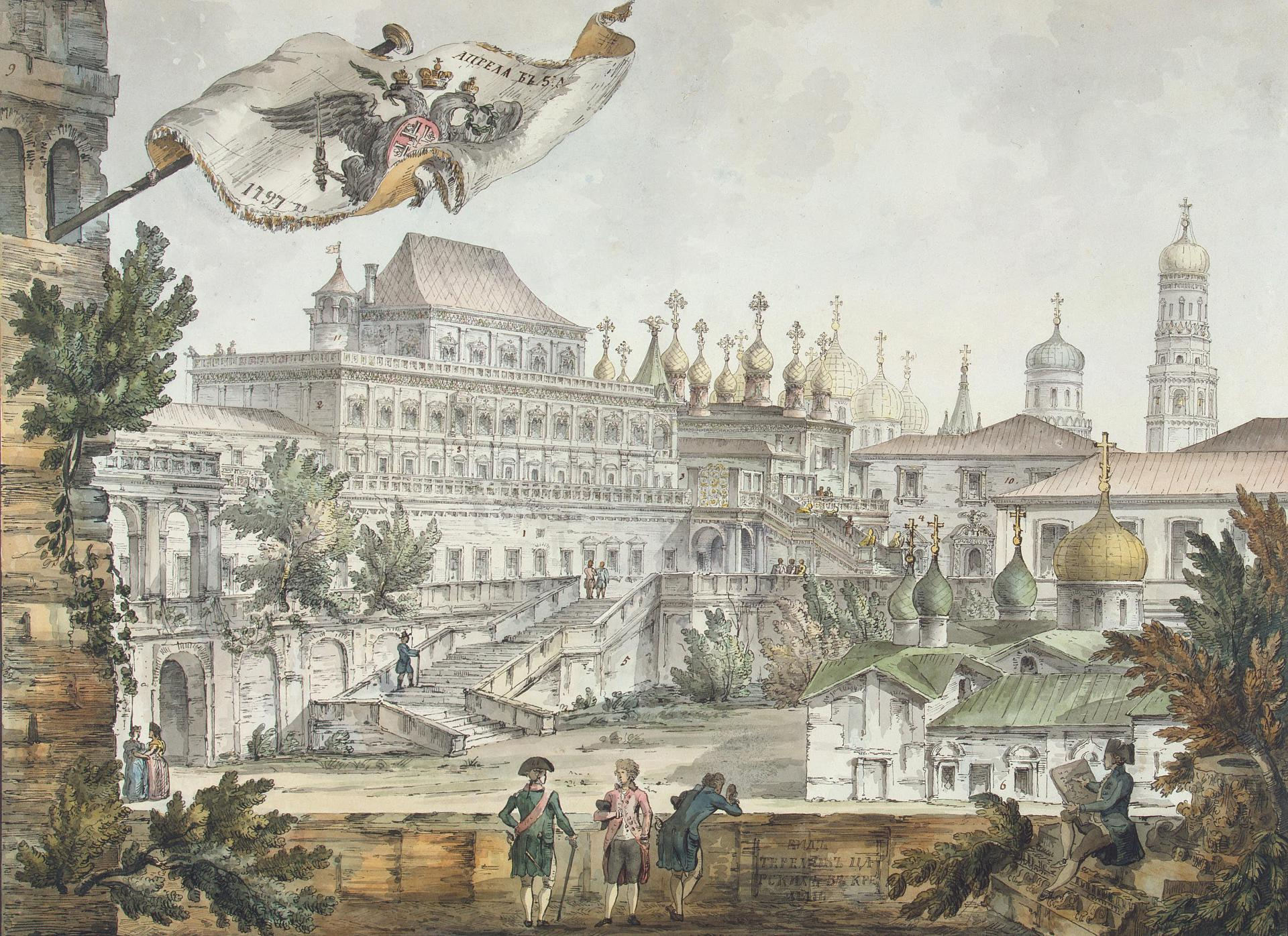
Теремной дворец и Спас-на-Бору. Ведута Джакомо Кваренги. 1797

В 1767 году, когда Екатерина II начинала перестройку Кремля, храм был возобновлён, но требовал капитального ремонта, что и было поручено архитектору Яковлеву. Масштаб предпринятых работ источниками не зафиксирован и порождает споры среди историков архитектуры. Перед разборкой храма в 1932 году были опубликованы данные, что при екатерининской перестройке Кремля храм был заново переложен в первоначальных формах, однако не столько из первоначального материала (известняк), сколько из кирпича. По тем временам это было обычным явлением (ср. судьбу старого собора в Можайске), причём перед разборкой, как правило, проводились тщательные обмеры. Впрочем, такой способ реставрации неизбежно искажал внешний вид и внутреннее устройство древних памятников. Сохранились акварельный рисунок и офорт с изображением Спаса-на-Бору, приписываемые Матвею Казакову. Это позволяет некоторым авторам предполагать его руководящую роль в реконструкции памятника.
Незадолго до наполеоновского нашествия Спас-на-Бору запечатлел на своём рисунке Фёдор Алексеев. Из него следует, что к тому времени основной объём храма был плотно обстроен приделами «иже под колоколы». В 1812 году французские солдаты осквернили храм: хотя иконостас и уцелел, «с престолов и жертвенников были сорваны одежды, в алтаре навалены кули с овсом, в храме мешки с хлебом, а в трапезе стояли лошади; южный верхний придел обращён был в жилой покой». В 1850—1860-х годах по проекту архитектора Фёдора Рихтера храм отреставрировали и заново расписали. При этом его постарались по возможности освободить от позднейших архитектурных привнесений.

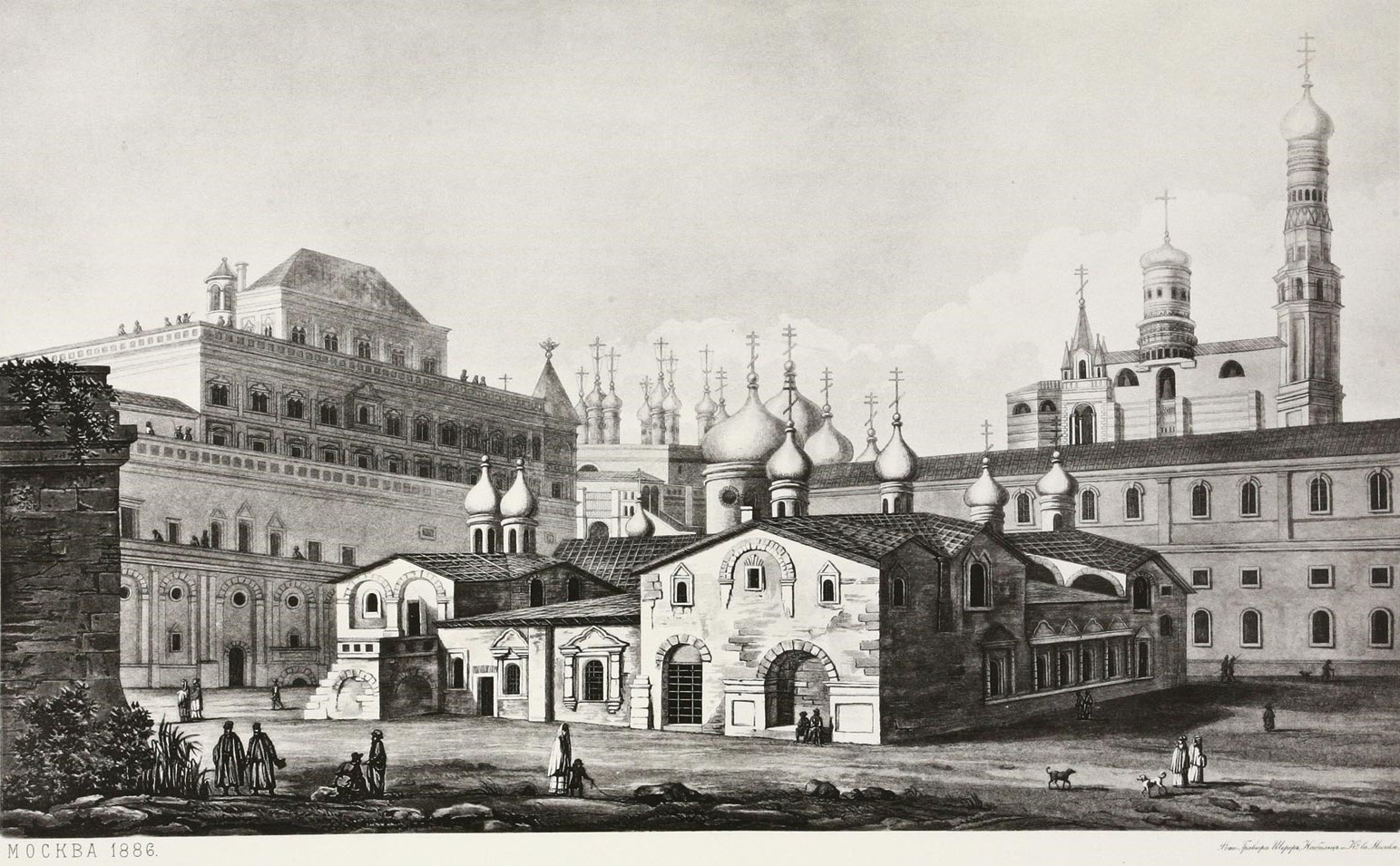
Вид церкви Спаса на Бору и Терема (с гравюры XVIII века)
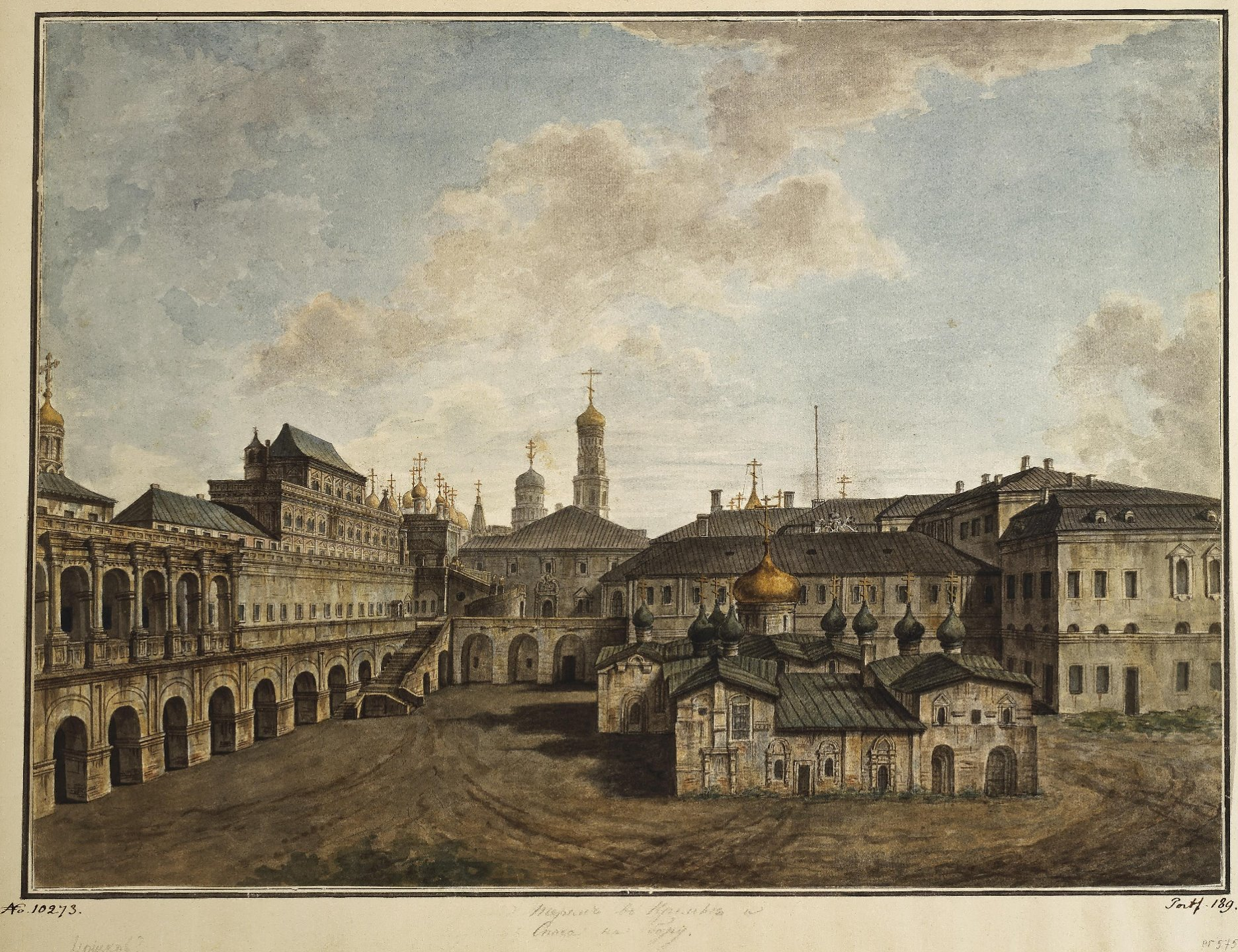
На акварели Фёдора Алексеева, 1800-е годы
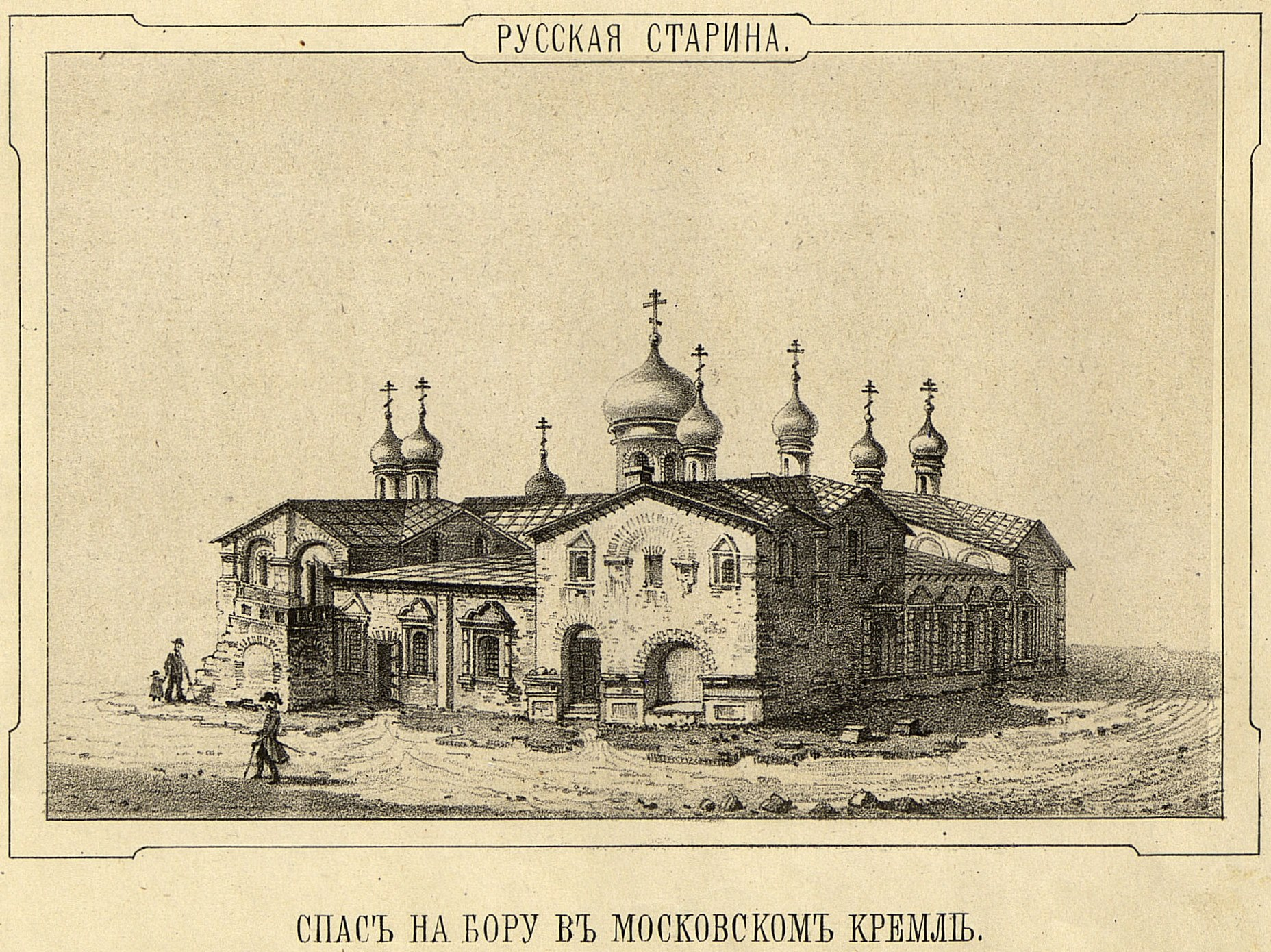
С эскиза Матвея Казакова (XVIII век)

### Снос
Храм Спаса-на-Бору был снесён 1 мая 1933 года на основании решения Политбюро ЦК ВКП(б) от 24 сентября 1932 года по предложению Авеля Енукидзе, несмотря на протесты таких видных реставраторов, как Пётр Барановский. Старинные колокола со звонничек поступили в фонды Московского кремля. На месте собора был выстроен 5-этажный служебный корпус. Начиная с книги «Сорок сороков» в популярной литературе распространилось утверждение, что на месте храма воздвигли туалеты для номенклатуры. Планы восстановления одного из древнейших храмов Москвы пока не рассматриваются. Почти точная копия собора возведена в Королёве — храм во имя священномученика Владимира Киевского.
Существует городская легенда, согласно которой судьбу уникального храма решило раболепие сталинских чиновников. Будто бы однажды Сталин ехал мимо в машине, и увидел из окна, что рядом с храмом лежат дрова. «Безобразие, убрать!» — буркнул он. Поскольку никто не осмелился переспросить, что именно убрать, то дрова вывезли, а церковь снесли.

### Археологические раскопки

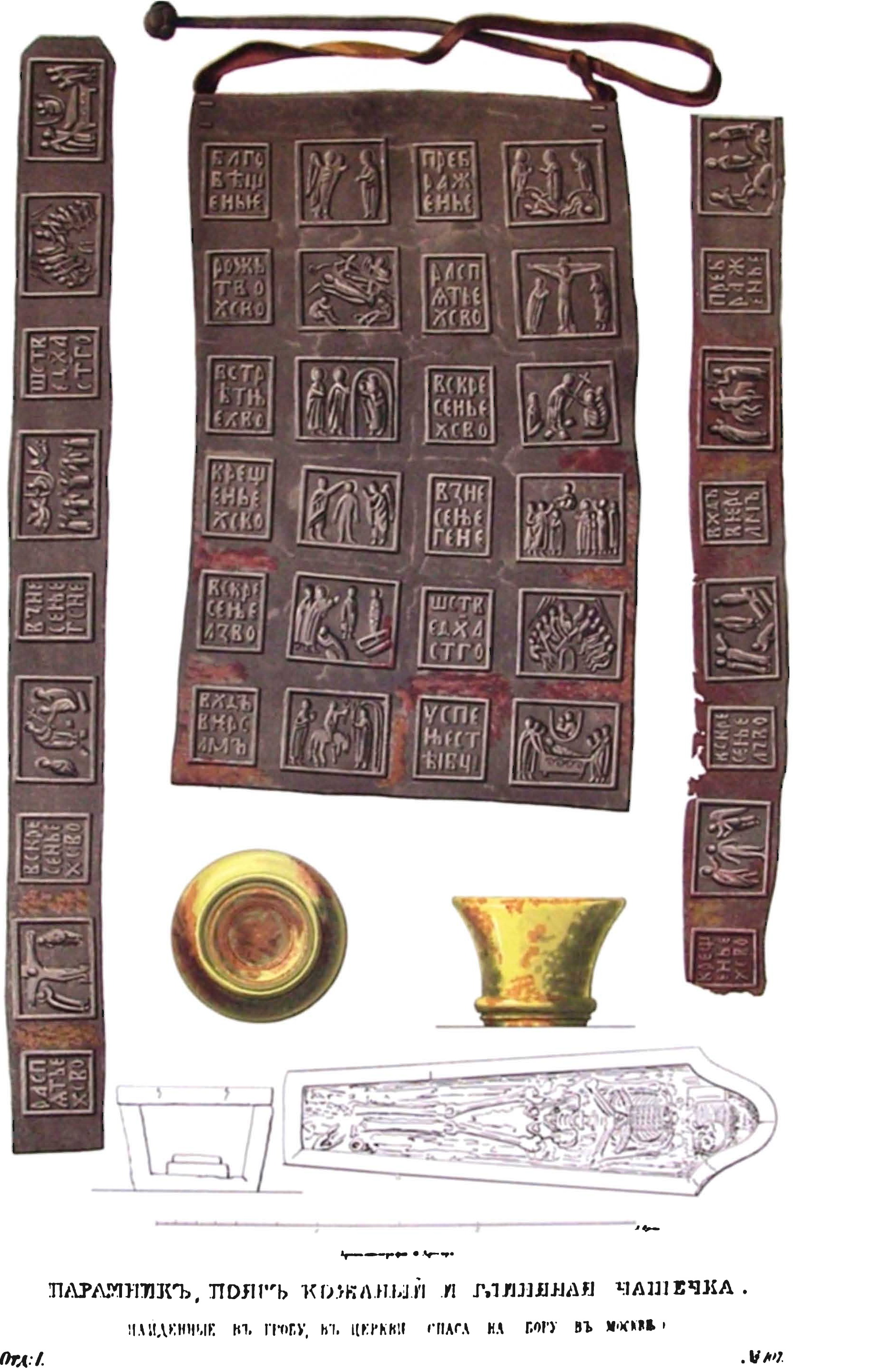
Рисунок Солнцева — Нарамник, пояс кожаный и глиняная чашечка, найденные в гробе в церкви Спаса на Бору в Москве

Фёдор Солнцев в «Древностях…» пишет: «…открыты в 1836 г. при переделке стенок под каменным помостом два каменных гроба, покрытых такой же плитой; один у южной, другой у северной стены от входа. В первом найдено ещё не истлевшее тело в широком шёлковом платье с широкими рукавами, палевого цвета; голова его, сохранившая кожу и волосы, покрыта шёлковым убрусом. В ногах у него лежала берцовая кость и чашечка глиняная, муравленая. В другом гробе открыт полуистлевший остов, судя по краткости бедренных костей и тазовому выгибу позвоночного столба, женский. Кости сохранили своё естественное положение до того, что руки остались сложенными, только голова, отделившаяся от туловища, лежала поодаль, вероятно оттого, что истлело изголовье, на коем она покоилась. На груди у него был кожаный параманд с ремешками; чресла его обнимал такой же пояс. В ногах лежала глиняная чашечка, как и у другого, муравленая, и остатки кожаных сандалий». Он приводит рисунки этих находок.
Осенью 1997 года во время строительных работ во дворе Большого Кремлёвского дворца археологи обнаружили в земле часть фундамента западной стены Спасо-Преображенского собора. Были обнаружены также белокаменные детали древнего, 1330 года постройки, собора Ивана Калиты. Рядом были найдены два повреждённых захоронения XIV века, принадлежащих кладбищу Спасо-Преображенского монастыря.
Кроме этого, было обнаружено компактное захоронение разрозненных останков около 20 человек, предположительно перезахороненных в 1930-х годах при прокладке коллектора на месте древнего монастырского кладбища. Останки подверглись длительному археологическому и историческому исследованию, а затем были перезахоронены. Историческое исследование легло в основу книги «Святитель Стефан, епископ Пермский и история некрополя Спасо-Преображенского собора Московского Кремля».

## Захоронения
По словам Солнцева: «К сожалению, на самих гробах и на утварях нет имён, которые могли бы для нас разоблачить тайну могилы. Древние синодики, куда вносились для поминовения имена погребённых здесь, истлели в пожарах. Одни безгласные кости, одни безымянные знаки их сана не скажут нам, кому и когда они принадлежали. Но, к счастью, летописи сохранили нам имена великих князей и княгинь, погребённых в притворе этого храма. В 1393 г. здесь положен юный сын великого князя Дмитрия Донского Иоанн, в иночестве Иоасаф, подле гроба бабы своей, княгини Александры Княжь Ивановны, вдовы великого князя Иоанна Иоанновича, скончавшейся в 1364 г. Здесь гробы великой княгини, инокини Елены, умершей в 1332 г., первой супруги великого князя Симеона Гордого, Марии, и второй его супруги, Анастасии Литовской, умершей в 1345 г. Великая княгиня Мария, разведённая с супругом своим, приняв ангельский образ с именем Феотинии, пребывала в этом монастыре до блаженной кончины своей, которая постигла её спустя 46 лет после супруга её. Тело её положено в монастыре у Спаса на Москве 31 марта 1399 г., но в 1473 г., вероятно, при возобновлении церкви „обретена в теле неврежена ни чем, только ряса истлела“. Великий князь Иоанн III, призвав благочестивую игуменью Алексеевскую Улиану, повелел ей облечь мощи прабабки его „во все новые ризы монашеские“».

## Храм-памятник

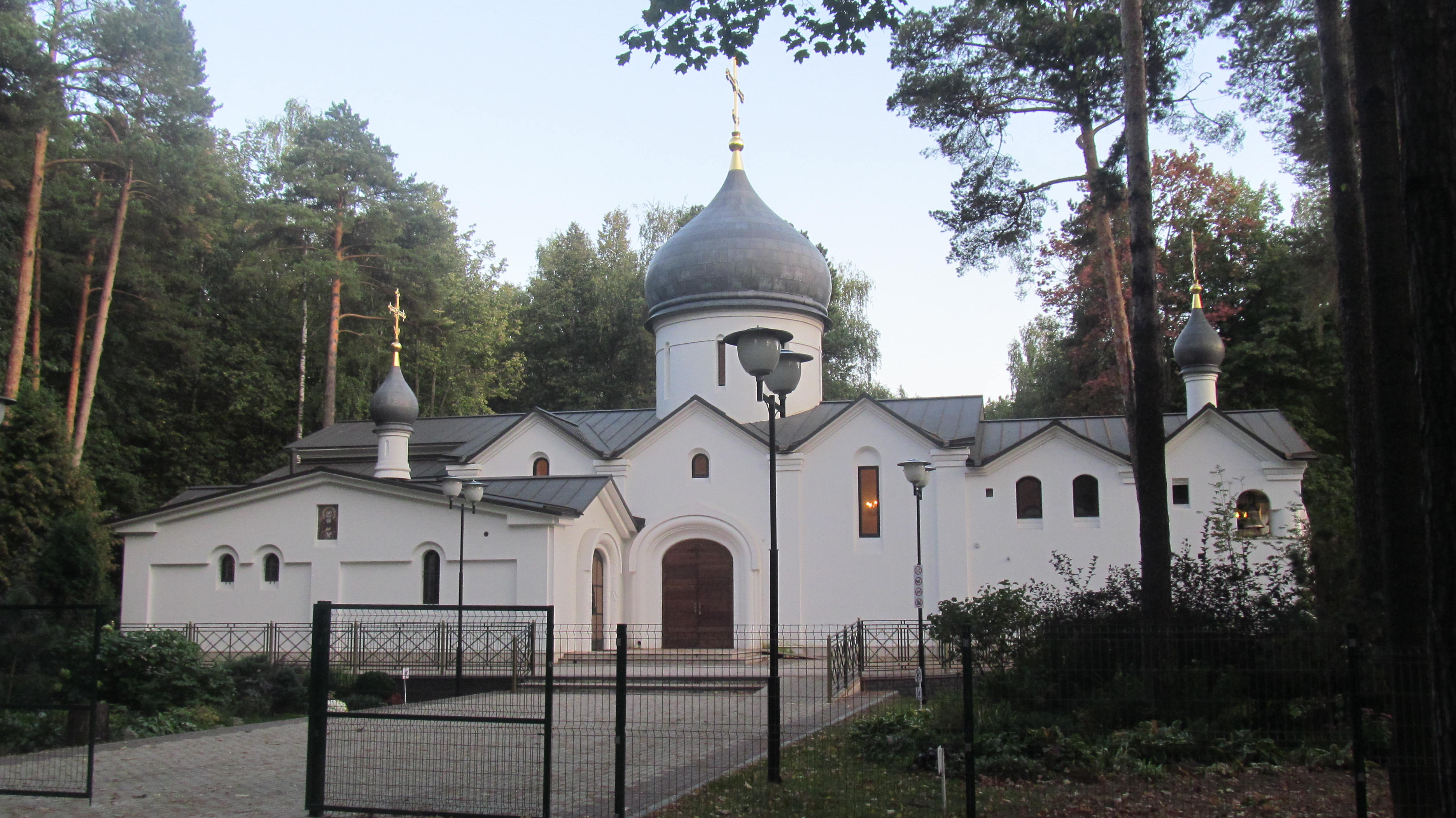
Каменный храм Священномученика Владимира в Королёве (вид на северную сторону)

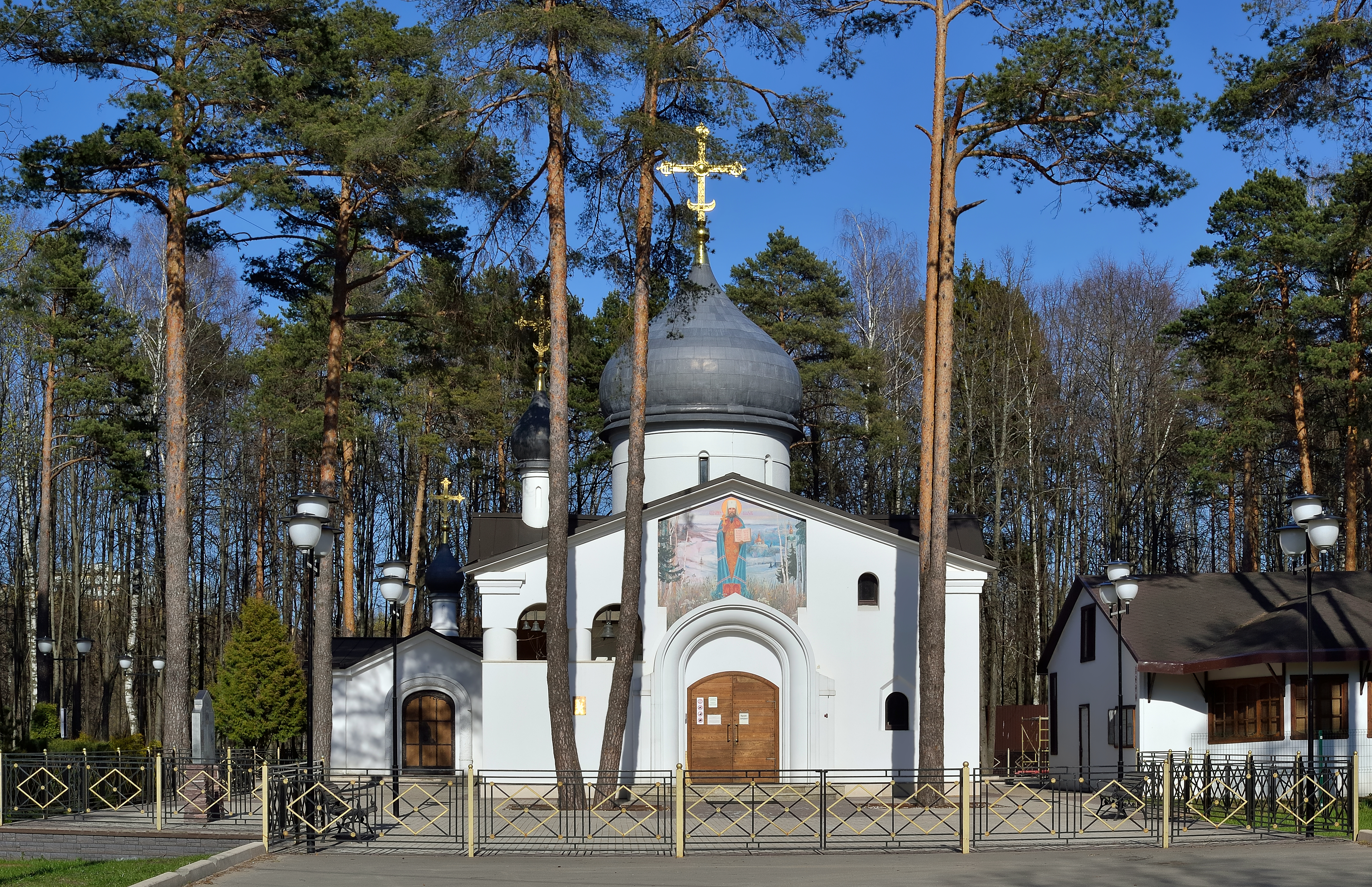
Каменный храм Священномученика Владимира в Королёве (вид на главный вход)

Памятником собора Спаса на Бору является храм Священномученика Владимира в наукограде Королёве в Московской области.

### Предыстория
Сначала, для проведения богослужений, под храм было переоборудовано подвальное помещение жилого дома на улице Грабина, где тогда располагалась Детская художественная школа народных ремёсел.
Интересна история получения разрешения от соответствующих властей. После подачи заявления была создана комиссия, которая направилась для проверки обстановки в болшевский храм Косьмы и Дамиана. Для проведения проверки по неизвестным причинам был выбран понедельник. Однако выбор этого дня оказался весьма удачным для нового прихода. На эту дату выпало празднование святителю Николаю. В результате, по причине большого количества пришедших на важную для них службу члены комиссии не смогли даже войти в здание храма. Стало очевидным, что одного храма для города недостаточно.
В начале октября 1992 года митрополит Крутицкий и Коломенский Ювеналий дал благословение служить Литургии в подвальном храме и послал в храм антиминс, что позволило служить в храме Божественную Литургию. К концу этого же года в общине выделились прихожане, способные нести специфические церковные послушания: просфорни, певчих, чтецов, алтарников. Первая Божественная Литургия была здесь отслужена 22 октября 1992 года.
Со временем всё больше людей обращались к православной вере, и вопрос постройки отдельного здания стал ещё более актуальным.
Сотрудники Управления архитектуры под руководством Василия Васильевича Шпинёва вели поиск подходящего участка. В сентябре 1992 года это удалось сделать. Место оказалось уникальным: с одной стороны — центр города, и, в то же время, близость к мемориалу погибшим в Великой Отечественной войне защитникам отечества.
Было решено создавать храм в два этапа. До возведения каменного здания, способного стоять веками, необходимо было организовать службы в простом строении, способном выдержать порядка десяти лет. Инициатором создания временного храма был начальник Домостроительного комбината № 160 (ДСК 160) Евгений Сергеевич Дмитриев, ставший впоследствии руководителем проекта. Главный архитектор ДСК 160 Сергей Григорьевич Шумилин при содействии архитектора Галины Никифоровной Киняпиной разработали проект временного деревянного храма. По служебным документам ДСК 160 это строение проходило как «Изделие ВПЦ-1», что расшифровывалось как Временная Православная Церковь, тип 1. Здание собиралось из простых модульных конструкций.

### Создание храма-памятника

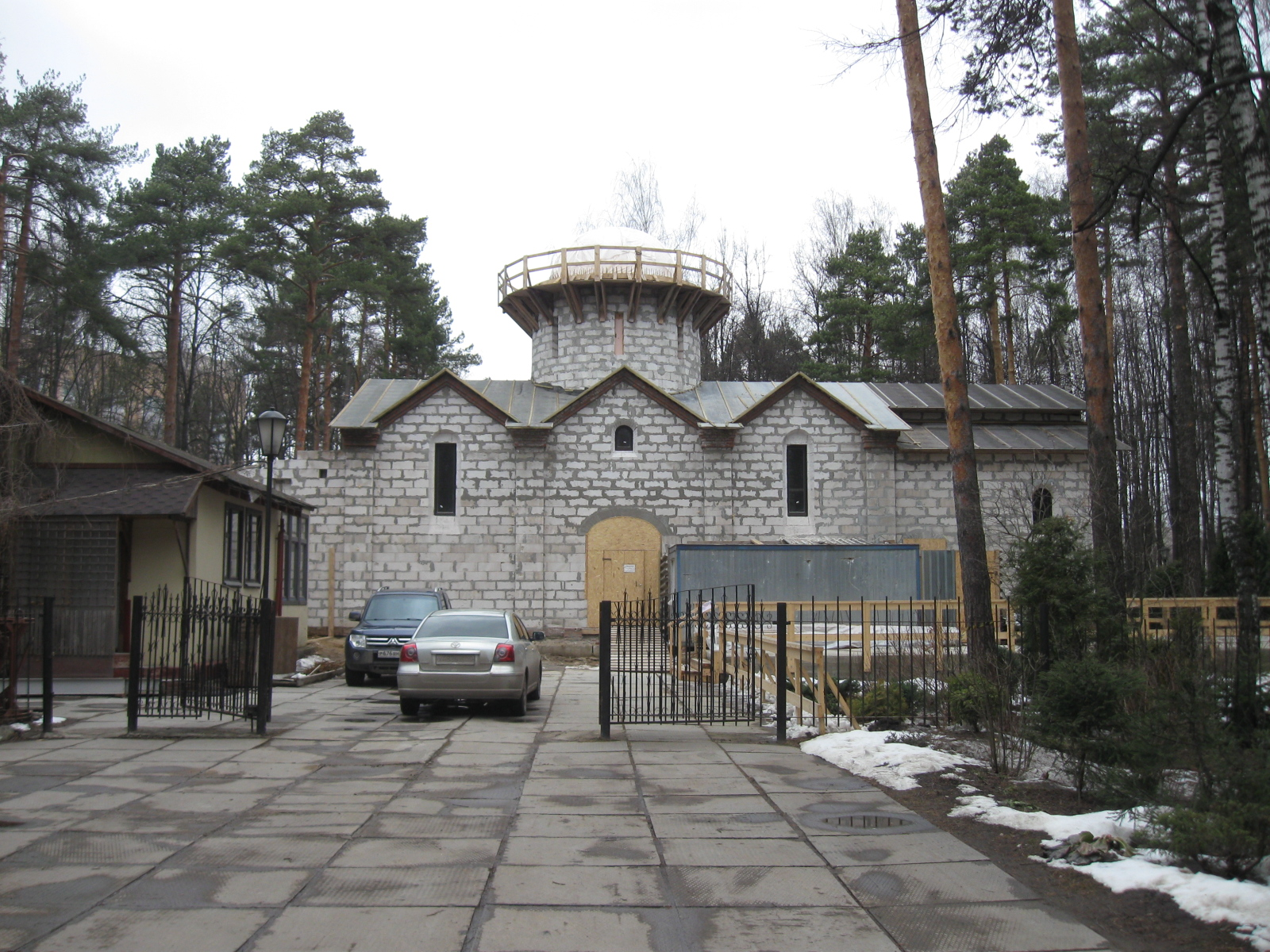
Возведение каменного здания храма (апрель 2015 года, вид на южную сторону)

Благодаря большому запасу прочности временное здание простояло больше десятилетнего гарантийного периода. Но уже в то время было ясно, что долго эксплуатироваться оно не может. Кроме того, приход храма продолжал увеличиваться, что приводило к проблемам с размещением людей на некоторых службах.
Эскизное проектирование нового здания Приходской совет храма решил начать ещё в начале 2002 года. После согласования с администрацией города эту работу поручили одному из проектантов часовни при храме — архитектору Юрию Георгиевичу Алонову. Занимаясь проектом, он предложил создать такой храм, который стал бы памятником другому, разрушенному храму. Выбор пал на второй каменный московский храм — собор Спаса на Бору.
Вскоре проект храмового комплекса был представлен. Однако постоянно возникали трудности с расширением необходимой для постройки территории. Временный храм предполагалось разобрать, а место вокруг него, где располагался участок леса, расширить. Всё дело в том, что этот небольшой участок земли, заросший неухоженным лесом, городу не принадлежал, а находился в федеральной собственности, являясь частью земель Гослесфонда, переданных в 1949 году в управление Щёлковскому учебно-опытному лесхозу как структурному подразделению Московского лесотехнического института (с 1993 года ставшим Московским государственным университетом леса). Участок был обозначен на карте И. В. Сталиным, и до 1990-х годов никто не вмешивался в это решение в области геодезической привязки. В свою очередь, это породило более сотни судебных исков к Щёлковскому лесхозу, не имевшему кадастра собственной территории.
Шанс получить участок появился летом 2010 года, когда настоятель храма получил письмо из Федерального Агентства лесного хозяйства, подписанного его директором. В тексте письма значилось: «Сообщаю Вам, что Ваша просьба о выделении участка земли под строительство храма удовлетворена. В настоящий момент готовятся документы к подписанию. О дате и месте подписания Вам будет сообщено дополнительно». Но тем же летом руководство Агентства, на которое возложили ответственность за лесные торфяные пожары под Шатурой, было вынуждено уйти в отставку. Новое руководство вопросом выделения участка заниматься не стало.
Тогда появилась другая идея — использовать уже имеющуюся территорию. В результате Приходской совет встретился с учеником автора предыдущего проекта — архитектором и предпринимателем Андреем Альбертовичем Анисимовым. В новом проекте снова была затронута память храма Спаса на Бору, но на этот раз без предлагаемого ранее комплекса построек. Новое здание, по его замыслу, должно было стать практически копией уничтоженного в Москве.
В ноябре 2011 года был утверждён эскизный проект, а 11 января 2012 года на строительную площадку прибыли строители Мастерских Андрея Анисимова, начавшие готовить котлован под новый фундамент вокруг временного храма. После пасхальной службы 2012 года начались работы по демонтажу старого здания.
Работы продолжались с переменным успехом. Менялся генподрядчик и источники финансирования. Приходилось притормаживать строительство, а иногда и вносить коррективы в уже созданную конструкцию.
Тем не менее, к январю 2013 года был практически закончен малый придел храма. Для определения имени придела была проведена жеребьёвка с тремя вариантами: Святителя Николая Чудотворца, Покрова Божией Матери и Преподобного Сергия Радонежского. В результате был выбран третий вариант.
Первая Божественная Литургия была отслужена в малом приделе нового здания 7 февраля 2013 года. 6 августа 2017 года храм был освящён.